# Il patto di Cenerentola
Il patto di Cenerentola (Lying to be Perfect) è un film per la televisione del 2010 diretto da Gary Harvey e basato sul romanzo The Cinderella Pact di Sarah Strohmeyer.

## Trama
Nola Devlin è una redattrice per la rivista femminile Stenson. Timida e sovrappeso, è spesso presa di mira dal suo capo Lori. Di sera però si trasforma in un'altra persona: dietro l'anonimato dello schermo del computer, diventa l'articolista Belinda Apple, autrice di una popolare rubrica del cuore della quale nessuno conosce la vera identità.
Un giorno conosce per caso Chip, un tecnico informatico appena uscito dalla sua azienda, che le dà un passaggio per tornare a casa. Intanto le amiche di Nola, Deb e Nancy, stanche di essere in sovrappeso, decidono di fare un patto tra loro: giurano di perdere chili seguendo i consigli della loro madrina, Belinda Apple.
Poiché andare in palestra è troppo imbarazzante, decidono di assumere un personal trainer. Un giorno Chip la invita a prendere un drink, e vedendo una sua ex nel locale, chiede a Nola di reggerle il gioco fingendo di essere la sua ragazza, ma l'altra vedendola in sovrappeso, la insulta. Nola fugge piangendo.
Il capo della rivista vuole che Belinda faccia un tour promozionale per promuovere il suo libro, e Nola non sa come risolvere questo problema. Quando la sua identità segreta è minacciata, Nola è costretta a seguire finalmente i consigli del proprio alter ego, iniziando seriamente la sua dieta e impegnandosi con gli esercizi fisici. Deb, sconfortata dal fatto che nonostante l'impegno non riesca a perdere peso come Nola e Nancy, decide con il supporto delle sue amiche di fare un bypass gastrico. Purtroppo suo marito Paul non approva la sua scelta e non l'accompagna ad operarsi. Chip parte nuovamente per lavoro e la invita ad un nuovo incontro diversi mesi dopo. Quando si rivedono, Nola scopre che Chip altri non è che Alex Stenson, il figlio del facoltoso proprietario della sua rivista, messo a capo della sezione libri e che curerà la raccolta di articoli di Belinda: Nola crede che lui voglia solamente usarla per arrivare a Belinda, perciò, arrabbiata, lo caccia via.
Finalmente Nola prende coraggio e confessa a Nancy, legale della rivista, la verità sull'identità di Belinda. Deb, invece reagisce molto male e si arrabbia con la sua amica. Nel frattempo la sua agente Charlotte le consiglia di presentarsi al party per la presentazione del libro, fingere di essere Belinda per mantenere il suo contratto e non incorrere in problemi legali. In un incontro casuale con Alex, lui le confessa di amarla e i due passano la notte insieme.
Nola è in crisi: da una parte non vuole deludere tutte le sue ammiratrici, dall'altra ha paura che Alex rimanga ferito dal suo inganno. Infine, incoraggiata dalle sue amiche del cuore, decide di prepararsi all'evento mutando il suo look e indossando un abito bianco «da Cenerentola». Al party Nola si presenta come Belinda e, salita sul palco, rivela tutta la verità ai giornalisti e alle sue ammiratrici sulla sua identità e sulle motivazioni che l'hanno spinta a fingersi un'altra; chiede perdono e incoraggia le sue ammiratrici a credere che sia sempre possibile raggiungere i loro sogni, e a lottare per avere il loro lieto fine così come ha fatto lei.
Al termine della serata, poco prima di mezzanotte, l'automobile di Nola viene rimorchiata e, nell'inseguirla, Nola perde una scarpa che le viene sistemata da Alex, col quale si fidanza. Alla fine, Nola pubblica con il suo vero nome il libro The Cinderella Pact, che diventa un best seller.